# Удар ліктем

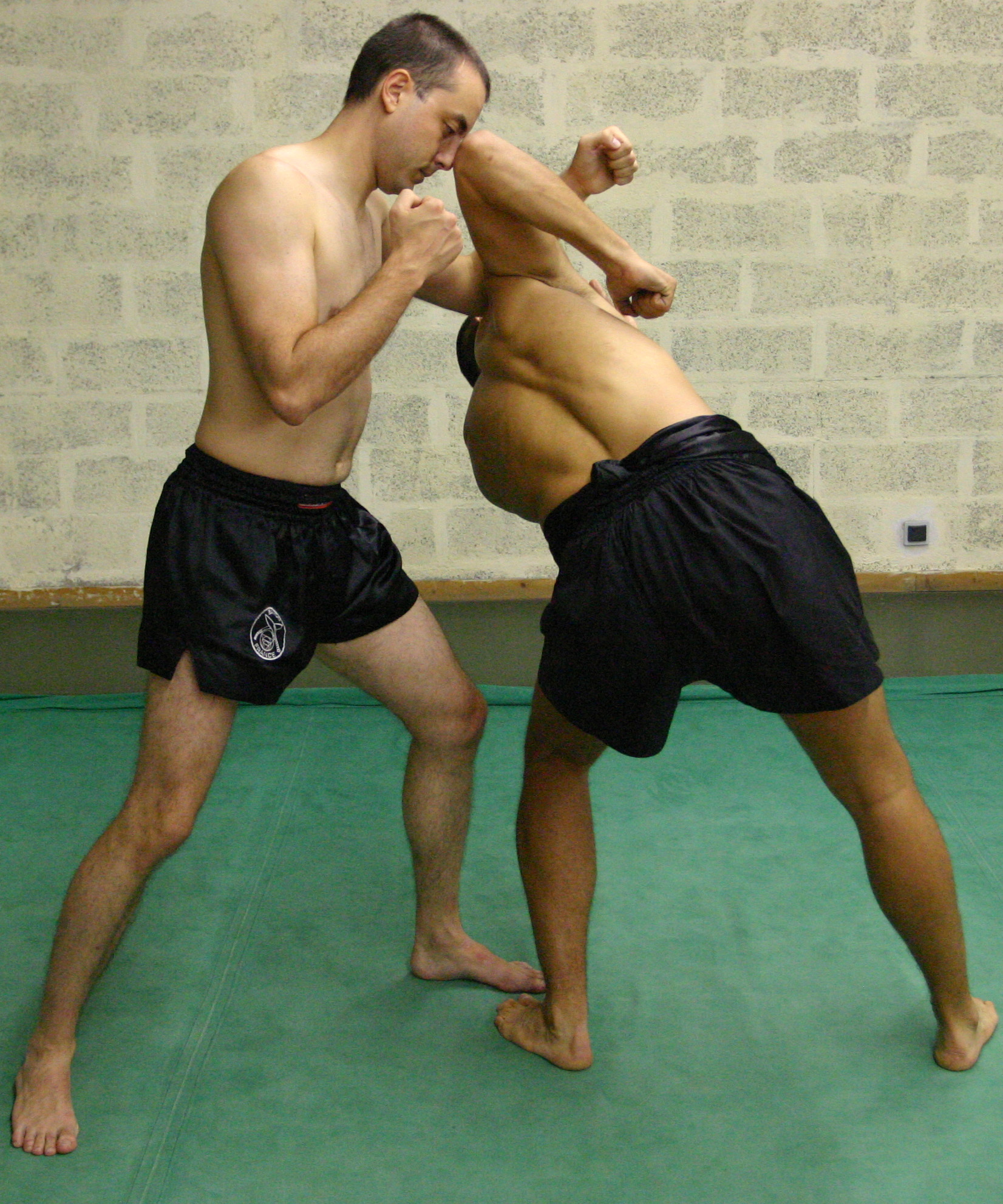
Удар ліктем з арсеналу бойового мистецтва летвей.

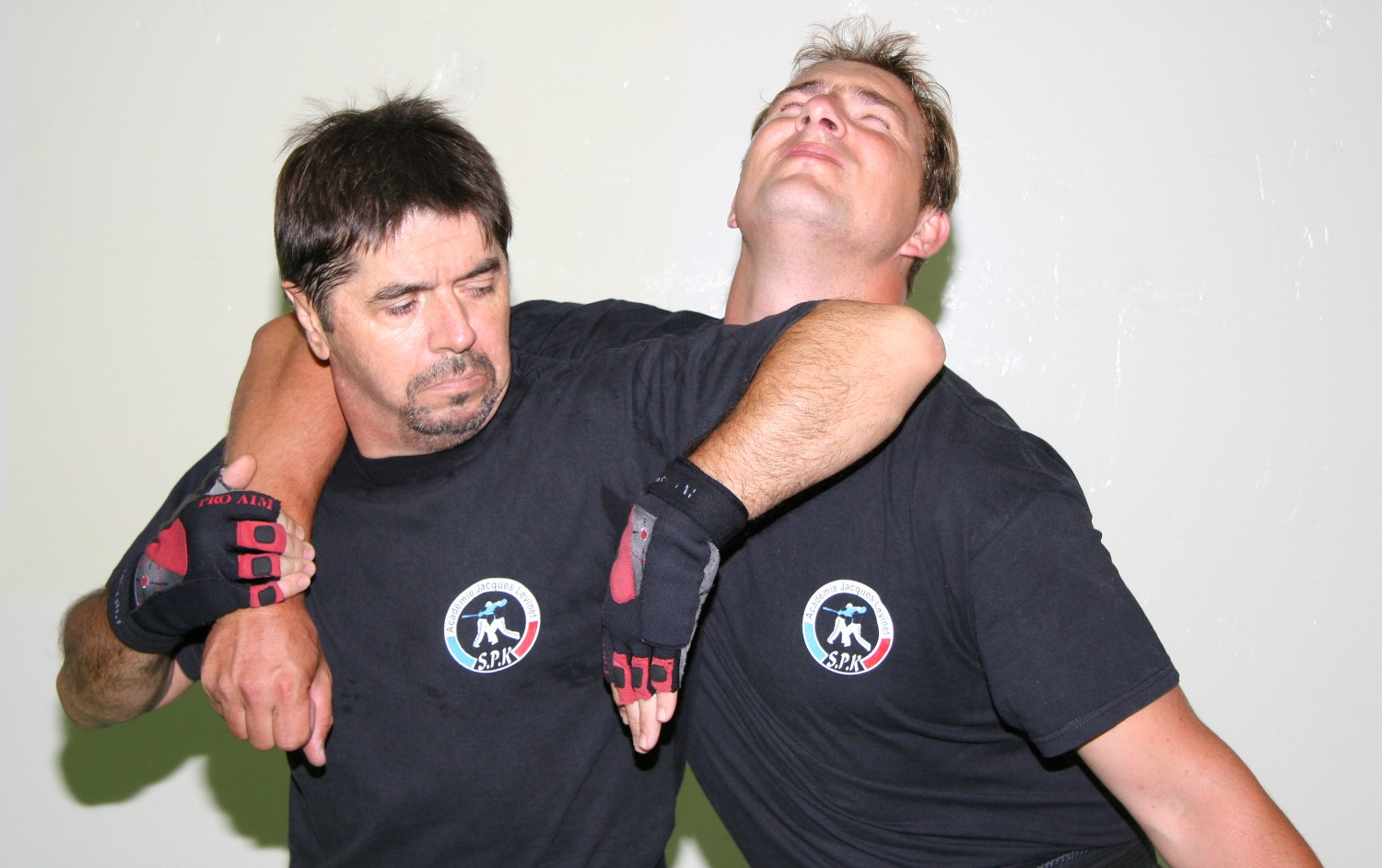
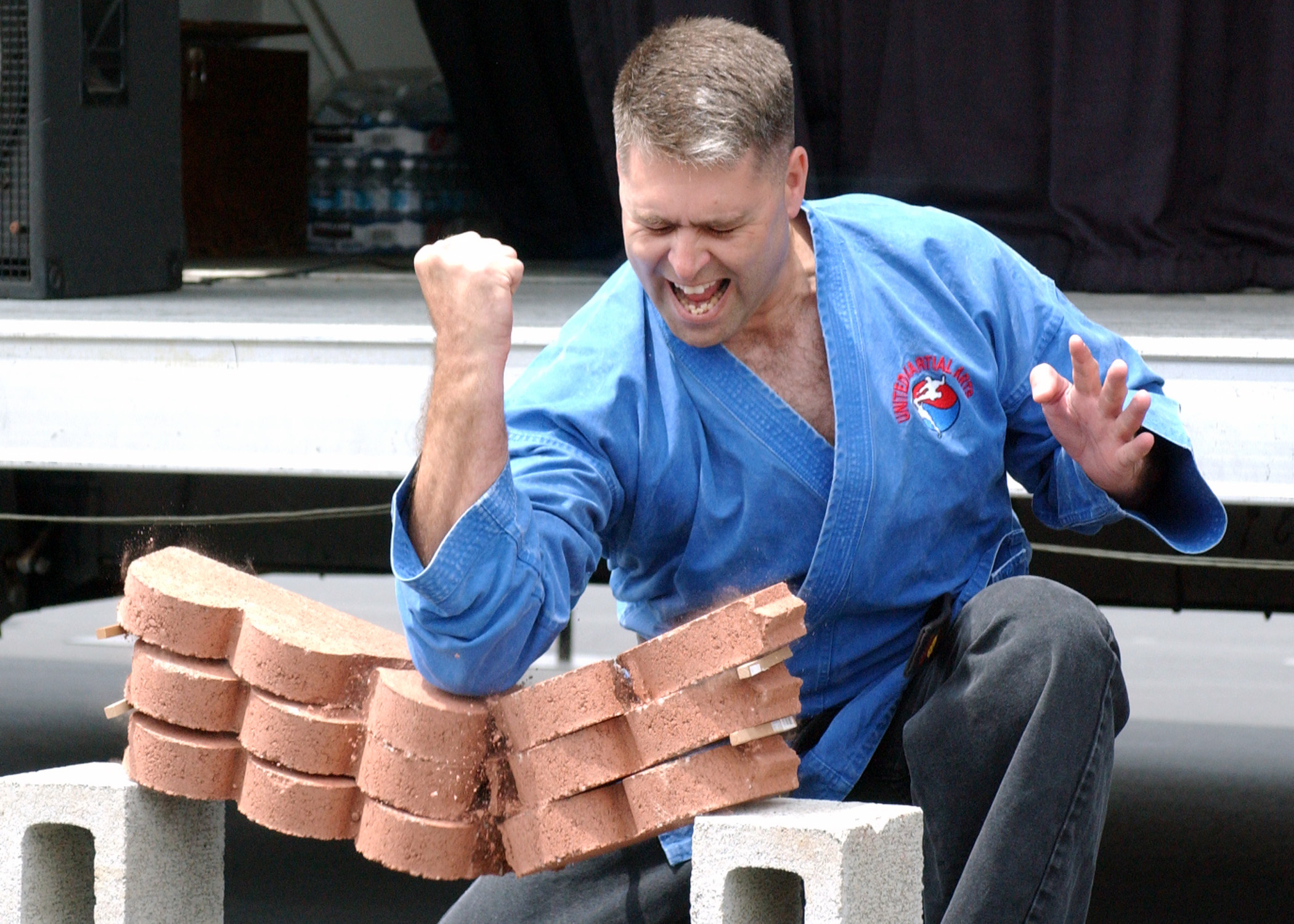
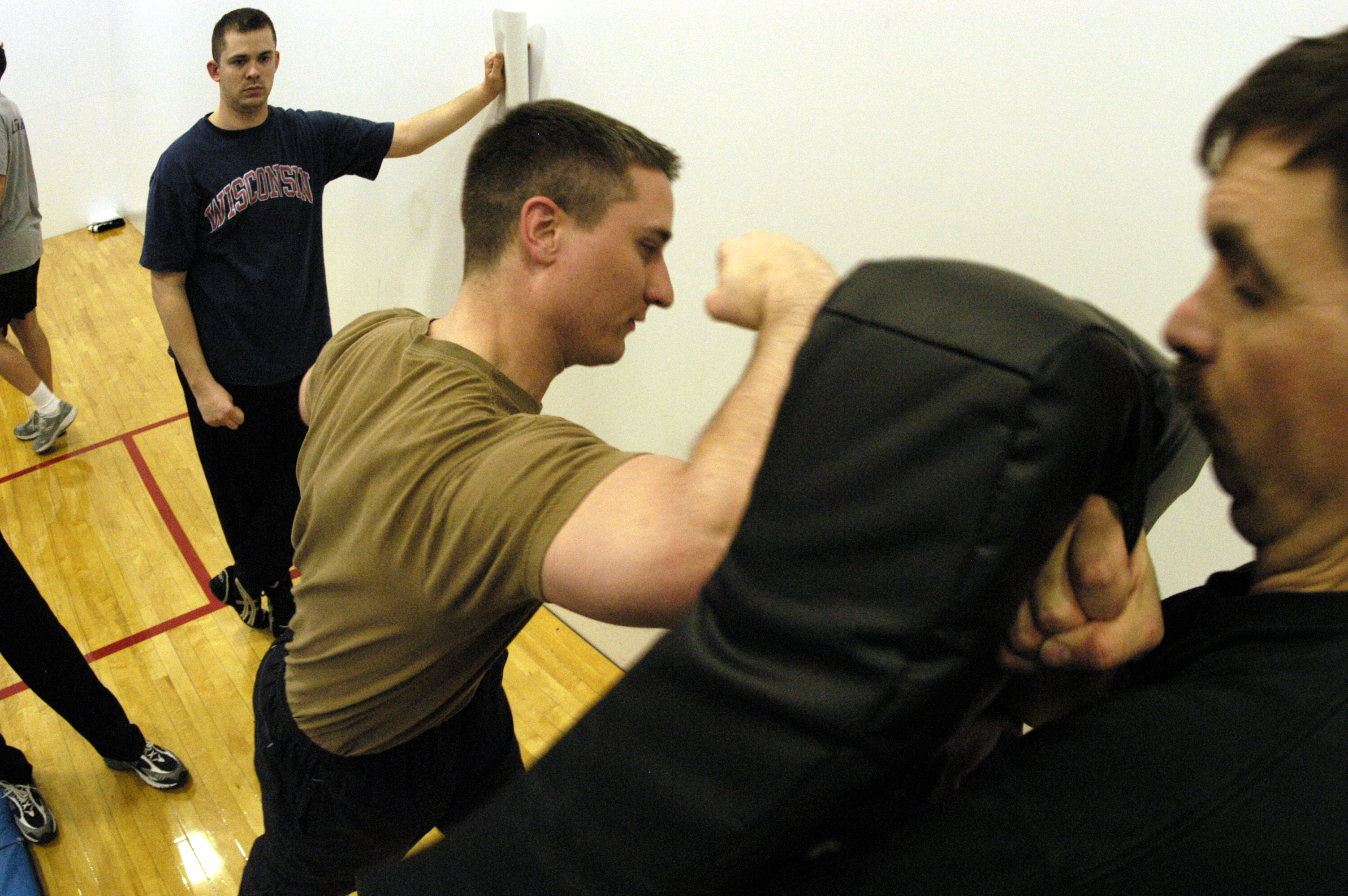

Удар ліктем — це вид удару рукою, що виконується наближеними до ліктя частинами передпліччя і плеча, а також самим ліктем. Анатомічно, ударною поверхнею слугують проксимальний епіфіз променевої кістки, дистальний епіфіз плечової кістки та місце їх з'єднання — ліктьовий суглоб. Удар криє в собі значну руйнівну силу, через що він є заборонений у багатьох спортивних єдиноборствах. Як елемент ударної техніки удар належить до таких бойових мистецтв як тайський і бірманський бокс, також удари ліктями частково дозволені у бойових мистецтвах, що використовують принцип поєднання технік (панкратіон, вале тудо, шутбоксинг тощо)
Удар може виконуватись і в стійці, і в партері — це залежить від правил спортивного єдиноборства, чи від традицій бойового мистецтва. В стійці удар ліктем зазвичай наноситься в голову; в партері ж зона ураження технічно не обмежена: удар наноситься і в голову, і в корпус, а також по кінцівках. Техніка виконання удару різноманітна, і не підлягає узагальненню.